# Michael Keane
Michael Vincent Keane (n. 11 ianuarie 1993) este un fotbalist englez care evoluează pe postul de fundaș la Everton FC.
Keane a reprezentat Republica Irlanda la sub 17 ani și sub 19 ani și Anglia la sub 19 ani, sub 20 ani, sub 21 ani și la niveluri înalte. A fost numit Jucătorul Anului rezervelor lui Manchester United în 2012.